# Chilcotin District
Das Chilcotin District (Aussprache: tʃɪlˈkoʊtɪn) in der kanadischen Provinz British Columbia ist normalerweise einfach nur unter dem Namen the Chilcotin oder unter the Chilcotin Country oder einfach Chilcotin bekannt. Es ist eine Hochfläche und Bergregion im Regenschatten der Coast Mountains westlich des Fraser River. Chilcotin ist auch der Name des Flusses, der die Region entwässert. In der Sprache der Chilcotin bedeuten ihr Name und der Name des Flusses "Leute des ocker-roten Flusses" (sein Nebenfluss, der Chilko River, bedeutet "ocker-roter Fluss").
Das Chilcotin District wird oft als Erweiterung des Cariboo District, östlich des Flusses, gesehen, obwohl es sich vom Cariboo District unterscheidet. Den größten Teil der Bevölkerung bilden die First Nations, Mitglieder der Chilcotin-Indianer oder deren Stämmen, während andere Nicht-Indigene Siedler und Rancher sind.

## Geografie
Das Chilcotin District ist größtenteils ein weites, hohes Plateau, das sich von den Bergen zum Fraser River erstreckt. Allerdings gibt es auch mehrere Fjord-ähnliche Seen, die am Rand des Plateaus am Fuße der Berge liegen. Der größte der Seen in der Region ist der Tŝilhqox Biny (bis 2019 „Chilko Lake“), der über den Chilko River, den Hauptnebenfluss des Chilcotin River, entwässert. Andere große Seen sind der Tatlayoko Lake (Aussprache: ˈtætləkoʊ) und die Taseko Lakes (Aussprache: təˈsikoʊ). Das Gebiet um die Seen im südlichen Teil des Distrikts ist der Ts’ilʔos Provincial Park, auch als Xeni Gwet'in Wilderness, nach den Xeni Gwet'in, dem hier ansässigen Stamm der Chilcotin benannt, bekannt. Außerdem ist es als Stony Chilcotin bekannt, was sehr wichtig für die Kampagne zum Schutz des Gebietes war.
Das bewaldete Plateau direkt nordöstlich des Ts'il?os Provincial Parks, zwischen dem Chilko River und dem Taseko River, ist als Brittany Triangle bekannt und im Moment zwischen Naturschützern und der Holzindustrie sehr umstritten. Östlich des Parks liegen der Big Creek Provincial Park und die Churn Creek Protected Area, während im Südosten die Spruce Lake Protected Area liegt, auch als „the South Chilcotin“ bekannt, welche trotz ihres Spitznamens im Bridge River Country liegt, das Teil des Lillooet Country, nicht aber des Chilcotin Country ist, und an den Nord- und Nordwestgrenzen des Schutzgebietes beginnt.

## Wildpferde
Das Chilcotin District ist für seine große Population an Mustang-Pferden bekannt, die die Vorfahren der domestizierten Pferde in der Region sind, einschließlich der als Cayuse-Pony bekannten Rasse oder in der lokalen Aussprache cayoosh (der alte Name des Ortes Lillooet), der an der Grenze des Chilcotin Districts in Richtung Südosten liegt, in der Nähe des Zusammentreffens der Hochfläche mit dem Fraser River.
Auch heute noch wird ihr Bestand aufgrund der Konkurrenz zu Viehherden „kontrolliert“. Einst waren sie jedoch so zahlreich, dass auf sie – noch bevor sie in Konkurrenz zu für das großflächige Ranching erforderlichen Weideflächen treten konnten – eine hohe Prämie ausgesetzt und sie bejagt sowie nahezu ausgerottet wurden. Die Chilcotin, im Glauben, während der Goldrauschzeiten gut versorgt zu sein, hatten – nach zeitgenössischen Aufzeichnungen – bis dato keine Pferde. Der Autor, Führer und Händler Chilco Choate machte jedoch darauf aufmerksam, dass es nach der Verteilung der Futterflächen und der Anpassung der Rasse an das Gebiet, wahrscheinlicher ist, dass sie das Gebiet bereits vor ihrer Domestizierung durch die hier ansässigen Indianer besiedelten und vielleicht Abkömmlinge der großen Pferdeherden sind, die bereits von den Okanogan und Nez Percé sowie anderen Bewohnern der Hochfläche vor vielen Jahrzehnten erworben wurden. Trotz ihres kontrollierten Status überlebt ihre Population noch heute, obwohl sie durch die Expansion von Viehzucht und Holzeinschlag gefährdet ist.

## Siedlungen und Kleinstädte
Das Gebiet ist durch den BC Highway 20 erschlossen, der von der Hafenstadt Bella Coola am Ende des South Bentinck Arms, eines Fjords an der Küste, der sich bis in das Herz der Coast Mountains erstreckt, über die Berge und die Hochfläche zur Stadt Williams Lake, dem Hauptort des Cariboo Districts, verläuft. Nahe dem BC Highway 20 am südlichen Ende des Tweedsmuir Provincial Park liegen die Hunlen Falls, mit 373,7 m einer der höchsten Wasserfälle in Kanada, wo sich das Wasser in einen tiefen Canyon stürzt, der Vermessungen schwierig macht.
Die größten Orte im Chilcotin sind Alexis Creek, Anahim Lake und Hanceville, welche allesamt Indianersiedlungen sind. Andere Siedlungen im Chilcotin sind Alkali Lake, Nemaia Valley, Nimpo Lake, Tatla Lake, Tataloyoko Lake und Towdystan; sie wurden von Siedlern (normalerweise als kleine Ranchen) gegründet und sind weitläufig im Hinterland verteilt. Es gibt ein Artillerie- und Taktikübungsgelände der Canadian Forces am östlichen Ende der Hochfläche in der Nähe des alten Fort Chilcotin (dieses Land wurde ursprünglich für militärische Zwecke nach dem Chilcotin War genutzt).

## The Gang Ranch
Auch von Wichtigkeit im Chilcotin ist die Gang Ranch, einst die weltweit größte und auch heute noch unter den Hauptfleischlieferanten in British Columbia. „The Gang“ datiert aus den 1860er Jahren und bedeckt nahezu die gesamte Fläche südlich des Chilcotin River, östlich des Taseko Lake und des Fraser River sowie nördlich des Bridge River Country. Die riesige Fläche der Gang Ranch ist mehr Wildnis als Weideland. Es ist ein Mix aus natürlicher Hochfläche und alpinem Grasland sowie großen Wäldern und Sümpfen. The Gang reicht bis in das Gebiet vor der nordöstlichen Flanke der Coast Mountains, wo sie den Fraser River von Westen erreichen, und trifft auf den Fraser River zwischen dem Haupthaus der Ranch und dem Ort Lillooet.
Ähnliche Weidebedingungen werden vom Burns Lake und vom Gebiet um Smithers im nordwestlichen British Columbia Interior auf dem Weg zur US-Grenze vorgefunden, inkl. der berühmten Douglas Lake Ranch südlich von Kamloops, aber The Gang ist bei Weitem die größte und die einer Wildnis ähnlichste.